# Mușatinii
I Mușatini furono la casa reale che creò il principato indipendente di Moldavia, garantendo al paese la sua prima schiatta di governanti. La dinastia fu strettamente legata ai Basarabidi di Valacchia.
La dinastia venne fondata da Bogdan di Cuhea che, nel 1349, insieme ad un gruppo di seguaci, si ribellò all'autorità ungherese e attraversò i Carpazi dirigendosi a Oriente. Giunto in Moldavia, a quel tempo un principato vassallo creato dal Regno d'Ungheria ai tempi di Dragoș per difendere il confine orientale del regno dalle scorrerie dei mongoli, Bogdan depose il voivoda (principe) Bâlc, nipote di Dragoș, e prese per sé il potere proclamando l'indipendenza dall'Ungheria.
I Mușatini dovettero però il loro nome a Costea Mușat (Costea il Bello), marito della figlia di Bogdan e suo successore.

## Principi della dinastia Mușatini
Lista dei Mușatini succedutisi sul trono di Moldavia.
| Voivoda                                  | |
| ---------------------------------------- | --- |
| Bogdan I                                 | 1359-1365; conquistò il potere deponendo il voivoda Bâlc di Moldavia                                                                    |
| Lațcu                                    | 1365-1373; figlio di Bogdan I |
| Costea Mușat                             | 1373-1374; fratellastro di Lațcu; da lui prese il nome la dinastia dei Mușatini                                                         |
| Iuga Koriatovici                         | 1374-1377; 1399-1400; deposto per intervento di Mircea di Valacchia                                                                     |
| Petru I                                  | 1375-1391; figlio di Costea Mușat; dal 1387 vassallo del Regno di Polonia                                                               |
| Roman I                                  | 1391-1394; figlio di Costea Mușat |
| Ștefan I                                 | 1394-1399; figlio di Costea Mușat |
| Alexandru cel Bun (Alessandro il Buono)  | 1400-1432; figlio di Roman I, figlio adottivo di Iuga, messo sul trono da Mircea di Valacchia                                           |
| Iliaș                                    | 1432-1433; 1435-1443 (congiuntamente con Ștefan II); figlio di Alexandru cel Bun                                                        |
| Ștefan II                                | 1434-1435; 1436-1447 (fino 1443 congiuntamente a Iliaș; nel biennio 1444-1445 congiuntamente con Petru II); figlio di Alexandru cel Bun |
| Petru II                                 | 1444-1445 (congiuntamente con Ștefan II); 1448-1449; figlio di Alexandru cel Bun;                                                       |
| Roman II                                 | 1447-1448; figlio di Iliaș |
| Ciubăr Vodă                              | 1449; menzionato da Grigore Ureche |
| Alexăndrel                               | 1449-1423; 1452-1454; 1455; |
| Bogdan II                                | 1449-1451; nipote di Alexandru cel Bun                                                                                                  |
| Petru III Aron                           | 1451-1452; 1454-1455; 1455-1457; figlio illegittimo di Alexandru cel Bun                                                                |
| Ștefan III cel Mare (Stefano il Grande)  | 1457-1504; figlio di Bogdan II |
| Bogdan III cel Orb (Bogdan III il Cieco) | 1504-1517; figlio di Ștefan cel Mare; anche chiamato Bogdan cel Chior (Bogdan il Monocolo)                                              |
| Ștefan VI                                | 1517-1527; figlio di Bogdan III; anche chiamato Ștefăniță fino al 1523 sotto la reggenza di Luca Arbore, guardaporta di Suceava         |
| Petru IV Rareș                           | 1527-1538; 1541-1546; figlio illegittimo di Ștefan cel Mare                                                                             |
| Ștefan Lăcustă (Stefano Locusta)         | 1538-1540; nipote di Ștefan cel Mare |
| Alexandru Cornea                         | 1540-1541; nipote di Petru Aron |
| Iliaș II Rareș                           | 1546-1551; figlio di Petru Rareș |
| Ștefan VI Rareș                          | 1551-1552; figlio di Petru Rareș |
| Iancu V Sasul (Giovanni il Sassone)      | 1579-1582; figlio illegittimo di Petru Rareș                                                                                            |
| Petru Cazacul (Peter il Cosacco)         | 1592; figlio illegittimo di Bogdan III                                                                                                  |